# شوجو ماتسوؤو
شوجو ماتسوؤو (باليابانية: 松尾 昇悟) (28 يوليو 1987 في كوماموتو في اليابان – )؛ هو لاعب كرة قدم ياباني سابق كان يلعب كمهاجم.

## وصلات خارجية
- شوجو ماتسوؤو على موقع رابطة كرة القدم اليابانية للمحترفين (اليابانية)
- شوجو ماتسوؤو على موقع Soccerway.com (الإنجليزية)